# Лёгкие крейсера типа «Аретьюза» (1913)
Лёгкие крейсера типа «Аретьюза» — тип лёгких крейсеров Королевского военно-морского флота Великобритании времён Первой мировой войны. Всего построено восемь единиц: «Аретьюза» (Arethusa), «Аврора» (Aurora), «Галатея» (Galatea), «Инконстант» (Inconstant), «Пенелопа» (Penelope), «Фаэтон» (Phaeton), «Роялист» (Royalist), «Андаунтед» (Undaunted). Считаются, хотя и не вполне справедливо, первыми британскими лёгкими крейсерами. У части крейсеров этого типа мощность от турбин передавалась на винты через зубчатую передачу. Получили нефтяное отопление котлов. Стали развитием крейсеров типа «Эктив», которые продолжали линию развития крейсеров III класса типа «Топаз».

## Конструкция
Это были трёхтрубные корабли, с серповидным, клиперной формы форштевнем и полубачной конструкцией корпуса.

### Корпус
Длина полубака составляла около трети длины корпуса. Дымовые трубы, из них средняя была несколько шире остальных, имели небольшой наклон в корму. Такой же уклон имела и лёгкая мачта-однодеревка.

### Силовая установка
Четырёхвальная энергетическая установка крейсеров состояла из располагавшихся в двух машинных отделениях четырёх прямодействующих паровых турбин и восьми водотрубных котлов Yarrow с рабочим давлением 16,5 атмосфер в двух котельных отделениях. Каждая турбина развивала мощность 7500 л. с. со скоростью вращения 590 оборотов в минуту, что при общей мощности силовой установки 30 000 л. с. было рассчитано на достижение скорости 28 узлов. При необходимости турбины могли свыше восьми часов работать в форсированном режиме, при этом мощность каждой из них возрастала до 10 000 л. с. : по мнению конструкторов, проектировавших установку, в этом случае скорость крейсеров должна была составлять не менее 30 узлов. Но на испытаниях скорость крейсеров типа «Аретьюза» не достигла проектной, достигнув на испытаниях в форсированном режиме в среднем 28,5 узлов. Запас топлива — 810 тонн нефти.

### Вооружение
Были вооружены двумя 152-мм орудиями «Мк. XII» в 45 калибров: боезапас — 94 выстрела на орудие, шестью 102-мм орудий «Mk.V» в 45 калибров: боезапас 200 выстрелов на орудие, одной 76-мм или 47 мм зениткой и 2×2 533-мм торпедными аппаратами.

### Бронирование
Использование брони для обеспечения продольной прочности потребовало от конструкторов значительных усилий. На миделе защита обеспечивалась стальной бортовой обшивкой суммарной толщиной 76 мм. Главную палубу предполагали снабдить скосами, но высота котлов делала это невозможным. От предложения изменить поясную защиту в оконечностях на палубные скосы, отказались из-за возникновения высоких напряжений. Причина отказа излишний вес, который был необходим, чтобы обеспечить прочность конструкции в переходном районе. Было решено продолжить пояс толщиной в 50,8 мм до форштевня и в корму. Первоначальное условие выполнения борта прямым в районе бронирования служило для того, чтобы применить никелевую броню. От него отказались, так как решили улучшить обводов корпуса. Крейсера имели самое большое отношение длины к высоте борта по сравнению с любым британским крейсером этого периода.
Окончательная схема защиты предусматривала внутренний слой стали высокого сопротивления толщиной 25,4 мм с внешним 50,8-мм слоем стали высокого сопротивления вместо 50,8-мм никелевой стали, использовавшейся на более ранних типах крейсеров (которая могла быть изготовлена только плоской, следовательно, ухудшала обводы корпуса).

## Служба
«Аретьюза» — заложен 28 октября 1912 г., спущен 25 октября 1913 г., вошёл в строй в августе 1914 г.
«Аврора» — заложен 24 октября 1912 г., спущен 30 сентября 1913 г., вошёл в строй в сентябре 1914 г.
«Галатея» — заложен 9 января 1913 г., спущен 14 мая 1914 г., вошёл в строй в декабре 1914 г.
«Инконстант» — заложен 3 апреля 1914 г., спущен 6 июля 1914 г., вошёл в строй в январе 1915 г.
«Пенелоуп» — заложен 1 февраля 1913 г., спущен 25 августа 1914 г., вошёл в строй в декабре 1914 г.
«Фаэтон» — заложен 12 марта 1913 г., спущен 21 октября 1914 г., вошёл в строй в феврале 1915 г.
«Роялист» — заложен 3 июня 1913 г., спущен 14 января 1915 г., вошёл в строй в марте 1915 г.
«Андаунтед» — заложен 21 декабря 1912 г., спущен 28 апреля 1914 г., вошёл в строй в августе 1914 г.
Первую четверку крейсеров типа «Аретьюза» первоначально предполагалось использовать в качестве разведчиков при эскадре, но нехватка кораблей для лидирования флотилиями эсминцев и относительная тихоходность скаутов для того, чтобы сопровождать подчиненные им современные эсминцы, заставило использовать крейсера в этом качестве. Одновременно произошли и некоторые перестановки командиров крейсеров. Старые командиры передали дела командирам флотилией эскадренных миноносцев, которые все базировались в Гарвиче. Командующий Гранд Флитом адмирал Джеллико довольствовался первой эскадрой лёгких крейсеров командора Гуденоуфа из шести единиц типа Таун, которые не могли угнаться за «кошками», а остальные девять крейсеров этого типа занимались защитой торговли от немецких лёгких крейсеров вне метрополии. Положение кардинально изменилось к 1915 году, когда Гранд Флит получил четыре крейсера типа «Аретьюза» для усиления своих крейсерских сил, а для лидирования флотилиями были построены специальные эсминцы типа «Лайтфут». В 1917—1918 году на семи оставшихся в строю крейсерах над баковым орудием смонтировали взлётную платформу. В качестве авиационного вооружения были приняты колёсные бипланы Sopwith Pup.

## Оценка проекта
Стоимость крейсеров составляла 285 000 £, крейсера-скауты типа «Эктив» стоили в среднем 240 000 £, а последние строившиеся крейсера-«тауны» — свыше 356 000 £.
Стремительное увеличение мощности судовых силовых установок в 1905—1914 годах позволило создать линейные корабли и линейные крейсера с ходом 25-30 узлов. Для эскадр состоящих из быстроходных кораблей, «скауты» и «города» по своей тихоходности уже не годились, поэтому английские кораблестроители вынуждены были приступить к проектированию так называемых лёгких крейсеров для Северного моря. Будучи компромиссом между «скаутами» и «городами» по водоизмещению, вооружению и бронированию, эти корабли должны были развивать гораздо более высокую скорость, необходимую для совместных действий с эсминцами и линейными крейсерами. Начало этому самому многочисленному в истории кораблестроения типу лёгких крейсеров положили крейсера типа «Аретьюза». Крейсера типа «Arethusa» имели дифферент на нос (сидели свиньёй), что могло объяснить их заливаемость. Использование нефтяного топлива было одним из важных преимуществ крейсеров над своими предшественниками, обеспечивавшим им более высокую скорость. Как показали их успехи военного времени, они были гораздо лучше чем крейсера типа «Эктив», на которых основывался этот проект. Любой корабль является компромиссом между противоречивыми требованиями, и у них можно найти недостатки, но основной недостаток был в том, что они были минимального возможного размера. Поэтому на них не было ни свободного пространства, ни запаса водоизмещения, и когда подошло время, запаса остойчивости. Они не могли развивать ожидавшиеся 30 узлов, и на них было практически не возможно производить улучшения. Бой 17 ноября 1917 года, продемонстрировал значение 152-мм орудий и неполноценность крейсеров при отсутствии второго орудия ГК в носу. К концу Первой мировой крейсера устарели, дни их были сочтены.
| Сравнительные ТТХ крейсеров      | |                                                    |                                         |                                          |                                                                        |
| Характеристики                   | «Тикума» | «Аретьюза»                                         | «Эктив» (скаут)                         | «Чатам» (таун)                           | «Карлсруэ»                                                             |
| Год закладки                     | 1909 | 1912                                               | 1910                                    | 1911                                     | 1911                                                                   |
| Год ввода в строй                | 1912 | 1914                                               | 1911                                    | 1913                                     | 1914                                                                   |
| Размерения, м (Д×Ш×О)            | 144,8×14,2×5,1 | 132,9×11,9×4,1                                     | 123,8×12,6×4,7                          | 139,3×15,1×4,82                          | 139×13,7×5,3                                                           |
| Водоизмещение, дл. т             | 5000 | 3750                                               | 3440                                    | 5400                                     | 4823                                                                   |
| Вооружение                       | 8 — 15,2-см, 4 — 8-см, ТА 3×1 — 45-см                                                                                  | 2 — 152-мм, 6 — 102-мм, 1 — 47-мм, ТА 2×2 — 533-мм | 10 — 102-мм, 4 — 47-мм, ТА 2×1 — 450-мм | 8 — 152-мм, 4 — 47-мм, ТА 2×1 — 533-мм   | 12 — 10,5-см, ТА 2×1 — 50-см                                           |
| Бронирование, мм                 | Палуба — 57-38, пояс — 89-50, рубка — 102 (Палуба — 22, борт в районе торпедного отсека — 89, скосы — 57, рубка — 102) | Палуба — 25, пояс — 76-25, рубка — 152             | Палуба — 25, рубка — 102                | Палуба — 38 — 12, пояс — 51, рубка — 102 | Палуба — 20 — 40, скосы — 40, пояс — 60, щиты орудий — 50, рубка — 100 |
| Энергетическая установка, л. с.  | ПТ, 22 500 | ПТ, 30 000 (40 000)                                | ПТ, 18 000                              | ПТ, 25 000                               | ПТ, 26 000                                                             |
| Дальность плавания, морские мили | 10 000 на 10 узлах 5000 на 16 узлах                                                                                    | 3200 на 16 узлах                                   | 3060 на 10 узлах                        | 4460 на 10 узлах                         | 5000 на 12 узлах                                                       |
| Проектная скорость, узлов        | 26 | 28(30)                                             | 25                                      | 25,5                                     | 27,8                                                                   |
| Максимальная скорость, узлов     | 26,79 — 27,14 | 28,5 — 29                                          | 25,1 — 25,9                             | 26,1                                     | 28,5 — 29,3                                                            |